# Adaghas
Adaghas  (in arabo ادغاس‎?) è un centro abitato e comune rurale del Marocco situato nella provincia di Essaouira, regione di Marrakech-Safi. Conta una popolazione di 2 825 abitanti (censimento 2014).